# Cyphonisia nigella
Cyphonisia nigella is een spinnensoort uit de familie Barychelidae. De soort komt voor in Congo.